# Mimophantia maritima
Mimophantia maritima är en insektsart som beskrevs av Matsumura 1899. Mimophantia maritima ingår i släktet Mimophantia och familjen Flatidae. Inga underarter finns listade i Catalogue of Life.